# Ruta 29 (Bolivien)
Die Ruta 29 ist eine Nationalstraße im südamerikanischen Andenstaat Bolivien.

## Streckenführung
Die Straße hat eine Länge von 83 Kilometern und führt im zentralen Teil des Departamento Tarija von Norden nach Süden. Die Straße beginnt bei der Ortschaft Palos Blancos an der Ruta 11, die von der Departamento-Hauptstadt Tarija nach Villamontes am Río Pilcomayo führt. Die Ruta 29 verläuft westlich der Voranden-Kette der Serranía Aguaragüe und folgt im nördlichen Teil zuerst flussaufwärts dem Talverlauf des Río Palos Blancos, dann flussabwärts dem Río Saladillo. Bei Caraparí schwenkt die Ruta 29 dann in östliche Richtung, durchquert die Serranía Aguaraüe und erreicht bei Campo Pajoso das Tiefland des Gran Chaco. Sie trifft hier auf die Ruta 9, die von Yacuiba an der argentinischen Grenze über die Tiefland-Metropole Santa Cruz ganz in den Norden Boliviens nach Guayaramerín an der Grenze zu Brasilien führt.
Die Ruta 29 ist inzwischen auf fast ihrer gesamten Länge asphaltiert, nur direkt nördlich von Acheral gibt es noch etwa 15 Kilometer Schotterpiste (Stand 2018).

## Geschichte
Die Ruta 29 ist mit Gesetz 2915 vom 18. November 2004 zum Bestandteil des bolivianischen Nationalstraßennetzes „Red Vial Fundamental“ erklärt worden.

## Streckenabschnitte im Departamento Tarija

### Provinz Burnet O’Connor
- km 000: Palos Blancos

### Provinz Gran Chaco
- km 033: Acheral
- km 060: Caraparí
- km 083: Campo Pajoso